# Erzbistum Sorrent-Castellammare di Stabia
Das Erzbistum Sorrent-Castellammare di Stabia (lat.: Archidioecesis Surrentina-Castri Maris o Stabiensis, ital.: Arcidiocesi di Sorrento-Castellammare di Stabia) ist eine in Italien gelegene römisch-katholische Erzdiözese mit Sitz in Sorrent.

## Geschichte
Im 5. Jahrhundert wurde das Bistum Sorrent errichtet. Im Jahre 968 wurde es durch Papst Johannes XIII. zum Erzbistum erhoben.
Die Bistümer Massa Lubrense, Vico Equense und Capri wurden am 27. Juni 1818 durch Papst Pius VII. mit der Apostolischen Konstitution De ulteriori aufgelöst und ihr Territorium wurde dem Erzbistum Sorrent angegliedert.
Das Erzbistum Sorrent verlor am 30. April 1979 durch die Apostolische Konstitution Quamquam Ecclesia den Status als Metropolitanbistum und wurde dem Erzbistum Neapel als Suffraganbistum unterstellt. Am 30. September 1986 wurde dem Erzbistum Sorrent durch die Kongregation für die Bischöfe mit dem Dekret Instantibus votis das Bistum Castellammare di Stabia angegliedert.

## Gebiet
Das heutige Gebiet des Erzbistums liegt im südlichen Teil der Metropolitanstadt Neapel, südlich des Vesuv, vorwiegend auf der Halbinsel von Sorrent und auf der Insel Capri. Es umfasst die Gemeinden Anacapri, Capri, Casola di Napoli, Castellammare di Stabia, Gragnano, Lettere, Massa Lubrense, Meta, Piano di Sorrento, Pimonte, Pompei, Sant’Agnello, Sant’Antonio Abate, Santa Maria la Carità, Sorrent und Vico Equense.